# Равносоставленность

Равносоставленность — отношение между фигурами определённого типа (например, многогранниками).
Означает, что одну фигуру можно разбить на более мелкие куски, из которых можно составить другую фигуру.

## Варианты определений
В определении следует уточнить класс фигур, тип разрезаний или кусков на которые разрешается разбивать фигуру и тип преобразований пространства которые используются в при составлении другой фигуры.
Например за класс фигур можно взять множество многогранников в евклидовом пространстве, куски также определить как многогранники и использовать движения пространства как преобразования.
Рассматриваются также другие группы преобразований, афинные, преобразования подобия и так далее;
а также другие типы разрезаний, например вдоль жордановых дуг или разбиение на произвольные множества.

## Теоремы
- По теореме Бойяи — Гервина, любой многоугольник равносоставлен любому другому многоугольнику той же площади.
  - Аналогичное утверждение не выполняется для многогранников такого же объёма; смотри Третья проблема Гильберта.
  - Однако, соты равного объёма равносоставлены в любой размерности.
- Равносоставленность многоугольников с разрезанием по жордановым дугам эквивалентна равносоставленности с разрезанием по отрезкам прямых.[1]

- Отсутствие ограничения на разрезания приводит к парадоксальным результатам, например
  - Парадокс Хаусдорфа,
  - Парадокс удвоения шара,
  - Квадратура круга Тарского.